# Oberpreth
Oberpreth ist ein Ortsteil der Gemeinde Hellenthal im Kreis Euskirchen, Nordrhein-Westfalen.
Der Ortsteil liegt südwestlich von Hellenthal in einem Tal oberhalb des Ortskerns von Hellenthal Richtung Ramscheid/Hollerath. Durch den und zum Ort führen Gemeindestraßen. Durch den Ort fließt der Prether Bach, in den nördlich des Ortes der Ramsbach mündet.
Südlich des Ortes liegt der Artelsberg. Am nördlichen Ortsrand steht die Oberprether Mühle.